# Hectora quis nosset, si felix Troia fuisset
 Hectora quis nosset, si felix Troia fuisset  лат. (изговор: хектора квис носет, си феликс троја фуисет). Ко би знао за Хектора да је Троја била срећна.(Овидије) 

## Поријекло изреке
Изрекао Овидије, један од тројице највећих пјесника августовског доба у Риму .

## Тумачење
Бриге и проблеми, несреће, проналазе велике људе. Добро и лагодност праве доколицу и просјеке. Велике људе стварају велики догађаји.